# Ummidia beatula
Ummidia beatula är en spindelart som först beskrevs av Willis J. Gertsch och Stanley B. Mulaik 1940.  Ummidia beatula ingår i släktet Ummidia och familjen Ctenizidae. Inga underarter finns listade i Catalogue of Life.